# St. Lambertus (Thulba)

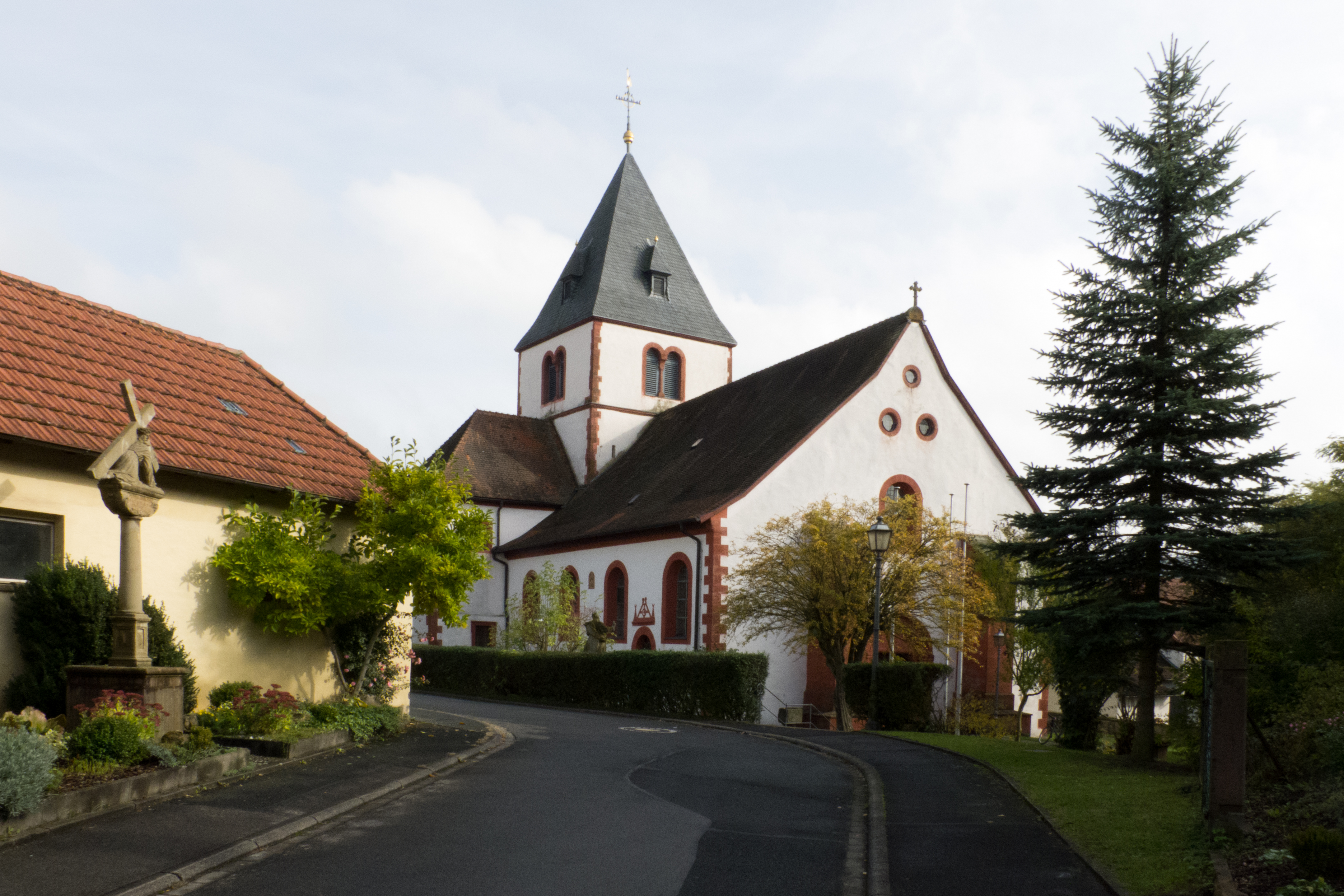
Pfarreikirche St. Lambertus Thulba

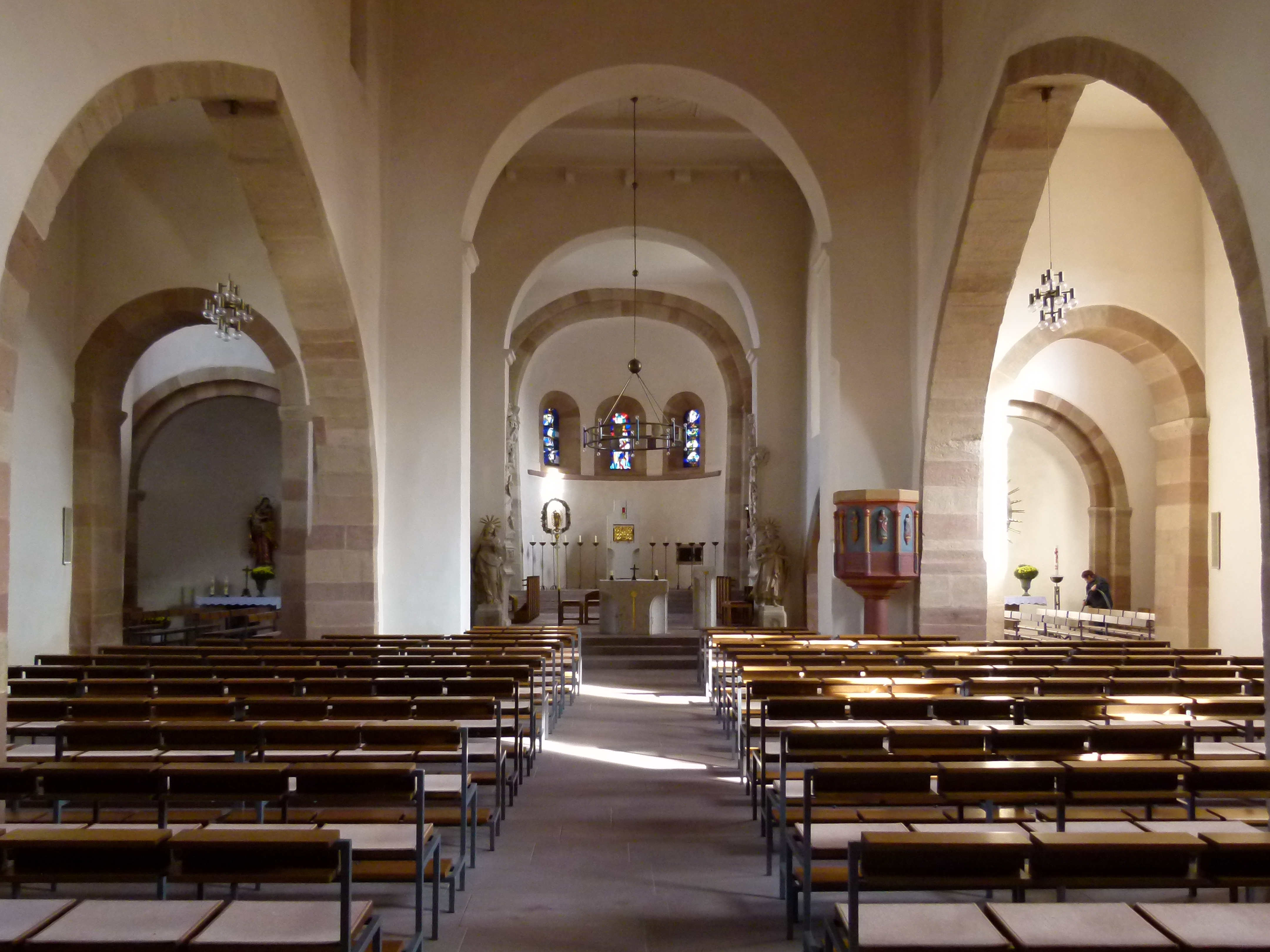
Mittelschiff mit Haupt- und Seitenchören.

Die Propsteikirche St. Lambertus ist die Kirche des ehemaligen Klosters Thulba und heutige Pfarrkirche der Gemeinde Thulba Landkreis Bad Kissingen.

## Geschichte
Der Würzburger Bischof Wolfgar überließ dem Abt Ratgar von Fulda die Ländereien in Thulba und machte ihm am 29. Juni 811 ein Grundstück des Hruodperahtes de Salagevve (Ruprecht vom Saalgau) zum Geschenk, erwähnt erstmals den Bau einer Kirche. Am 2. Mai 816 wurde sie geweiht. Der Sage nach holte ein Edelmann aus Fulda Wasser aus der Quelle an diesem Ort und ließ sein krankes Kind davon trinken. Nach dessen Genesung ließ er aus Dankbarkeit eine Kapelle bauen und damit eine der ersten Taufkirchen im Buchoniagau. Sie soll dem Heiligen Johannes dem Täufer geweiht gewesen sein und wurde ein vielbesuchter Wallfahrtsort.
Am 6. Juni 1127 vermachten der fuldische Ministeriale Gerlach von Herlingsberg und seine Gattin Regilinde ihre Güter dem Abt Heinrich I. von Fulda mit der Auflage, in Thulba ein Kloster zu bauen. Gleichzeitig mit dem Nonnenkloster wurde auch die Kirche erbaut und dem Heiligen Lambertus geweiht. Papst Innozenz II. schrieb 1141: Dilectis in Christo filiabus sanctimonialibus in ecclesia beati lamberti martyris Tulbensi.
Im Bauernkrieg 1525 besetzten die Thulbaer Bauern das Kloster und vertrieben die Nonnen. Pröpste verwalteten in der Folge dessen Güter und waren seelsorgerisch tätig. Propst Reinhard Ludwig von Dallwig setzte um 1600 den ersten Ortspfarrer in einem eigenen Pfarrhaus ein. Er selbst wohnte weiterhin mit den Vikaren im Treppengiebelhaus.
Nach der Säkularisation 1802 wurde das neue Propsteigebäude frei und die Pfarrherren bezogen ab 1854 den Westflügel.

## Baugeschichte
In den vierzehn Jahren Bauzeit von 1127 bis 1141 entstand der Bau mit einem kreuzförmigen Querschiff und zwei Seitenschiffen. Der Chor und die beiden Querschiffe erhielten je eine Rundapsis. Der Obergaden des Hauptschiffs mit kleinen Fenstern, ruhte auf sechs Rundsäulen mit kubischen Kapitellen. Ebenso wie die Chorapsis hatten auch die Seitenschiffe nur kleine Fenster. Der konische nach Norden verschobene Grundriss ist vermutlich wegen des angebauten Klosters begründet. Über der Vierung erhob sich der mächtige Kirchturm.
Im Bauernkrieg wurde die 1141 eingeweihte Kirche verwüstet und im 16. Jahrhundert nur notdürftig instand gehalten. Dachreparaturen der Querschiffe und des Chors datierte man dendrochronologisch auf die Jahre 1517 und 1579. Erst der Propst Dallwig nahm ab 1600 wieder größere Bauarbeiten vor. Er ließ 1601 das Taufbecken aufstellen, ebenso die Thulbabrücke mit dem Bildstock und vermutlich hat man zu seiner Zeit die romanischen Rundbögen und Säulen der Kirche durch die weitgespannten, gotischen Spitzbögen ersetzt. Propst Otto Heinrich von Calenberg begann 1625 mit wesentlichen Umbauten. Ein neuer Glockenstuhl und ein neues Turmdach entstand bereits im ersten Jahr seiner Amtszeit. Vier Jahre später wurden die Seitenschiffe erhöht und die drei Dächer vereinheitlicht, die nun verdeckten Obergadenfenster zugemauert und die Tonnendecke des Mittelschiffs in eine Flachdecke umgewandelt. Für den Zugang zu Turm und Dachstock baute man im nördlichen Seitenschiff ein rundes Treppenhaus ein. Die überflüssige Seitentüre zum ehemaligen Kloster wurde zugemauert und dafür an der nördlichen Schiffswand eine kleine Schlupfpforte eingebaut. Wohl für ein größeres Geläut verstärkte man die Vierungsbögen der Querschiffe. 1635 wurde der gesamte Dachstuhl des nördlichen Querschiffs ersetzt. Das heutige Erscheinungsbild der Kirche ist durch die Umbauten geprägt. Propst Calenberg bewältigte die materielle und finanzielle Last während des Dreißigjährigen Kriegs, der in dieser Gegend um 1634–1641 akut war. Er fand 1639 sein Grab im Chor der Kirche. Sein Wappen ist über dem Hauptportal angebracht. 1655 ließ der folgende Propst Johann Michael von Hochstetten die noch heute vorhandene älteste Glocke gießen, die vermutlich mit drei weiteren im Jahr 1659 erstmals erklang. Unter Propst Bonifaz von Ramstein entstand um 1682 der „Hohe Altar“ und die erste Orgel.
1697 begann der Bau der 1706 vollendeten neuen Propstei. Für die Pröpste Otto Heinrich von Calenberg und Mauritius von Westphalen († 1721 während einer Messe), ließ der folgende Propst Franziskus von Calenberg im Chor Epitaphe errichten (Heute im rechten Seitenschiff).
1781 bis 1783 ließ Propst Adalbert von Harstall die beiden Außenwände des Langhauses und den Giebel über dem Hauptportal erneuern. Sein Wappen befindet sich an der Seitenwand. Er verließ Thulba 1788 um Fürstbischof in Fulda zu werden und übergab dort seine Regentschaft 1802 wegen der Säkularisation des Klosters dem Staat.

## Friedhof
1738, kurz nach Amtsantritt Propsts Augustin von Bastheim, brach im Dorf die Pest aus. Nach dem Tod des Dorfpfarrers im gleichen Jahr, verlegte der Propst mit dem neu eingesetzten Kaplan Johann Heinrich Schrakowsky aus Hammelburg den Friedhof an den Ortsausgang, denn auch die Toten der Filialdörfer Hetzlos, Frankenbrunn, Reith und Seßhof mussten hier beerdigt werden. Das Friedhofskreuz trägt neben der Jahreszahl 1747, die Namen der beiden Stifter.

### Umbauten im 19. und 20. Jahrhundert
Ende des 19. Jahrhunderts erwog man den Abriss der alten Kirche und einen Neubau. Pfarrer Adam Schmitt gilt als Retter des Gotteshauses nach 1879. Umfassende Renovierungen erfolgten während seiner Amtszeit. Das umgebende Gelände wurde abgetragen, das Turmdach erneuert und die Sakristei erweitert. Den Innenwänden gab man ein historisierendes Aussehen, auf der verbreiterten Empore machte die alte Orgel aus dem 17. Jahrhundert einer neuen Platz, die alten Altäre wurden durch reichverzierte, neugotische im Stil der Zeit ersetzt und damit alle Spuren der Barockzeit entfernt. Jedoch schon die nächste "Entrümpelung", 70 Jahre später, entfernte und vernichtete auch diese nicht mehr zeitgemäße Ausstattung.

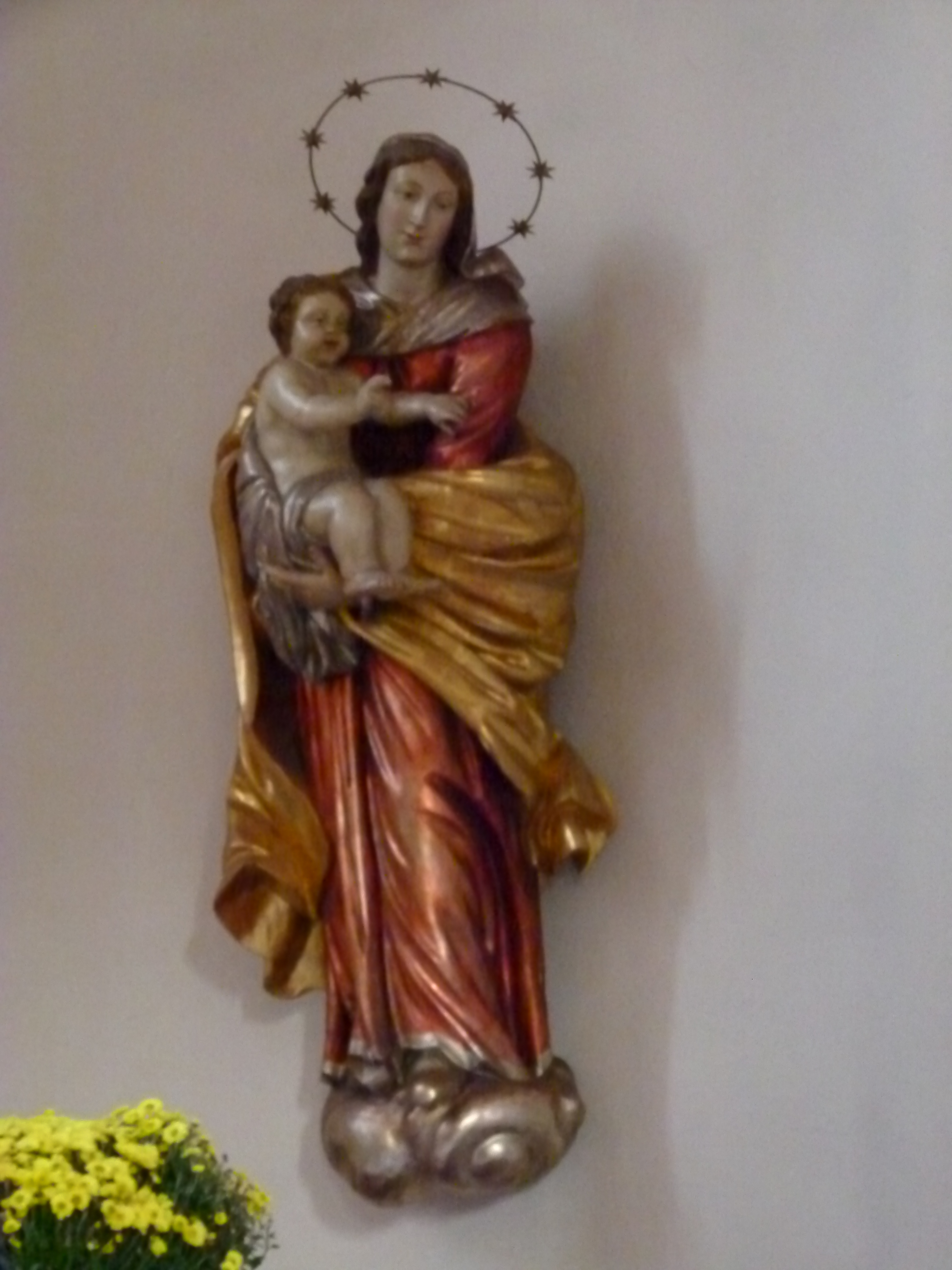
Madonna vom linken Seitenaltar
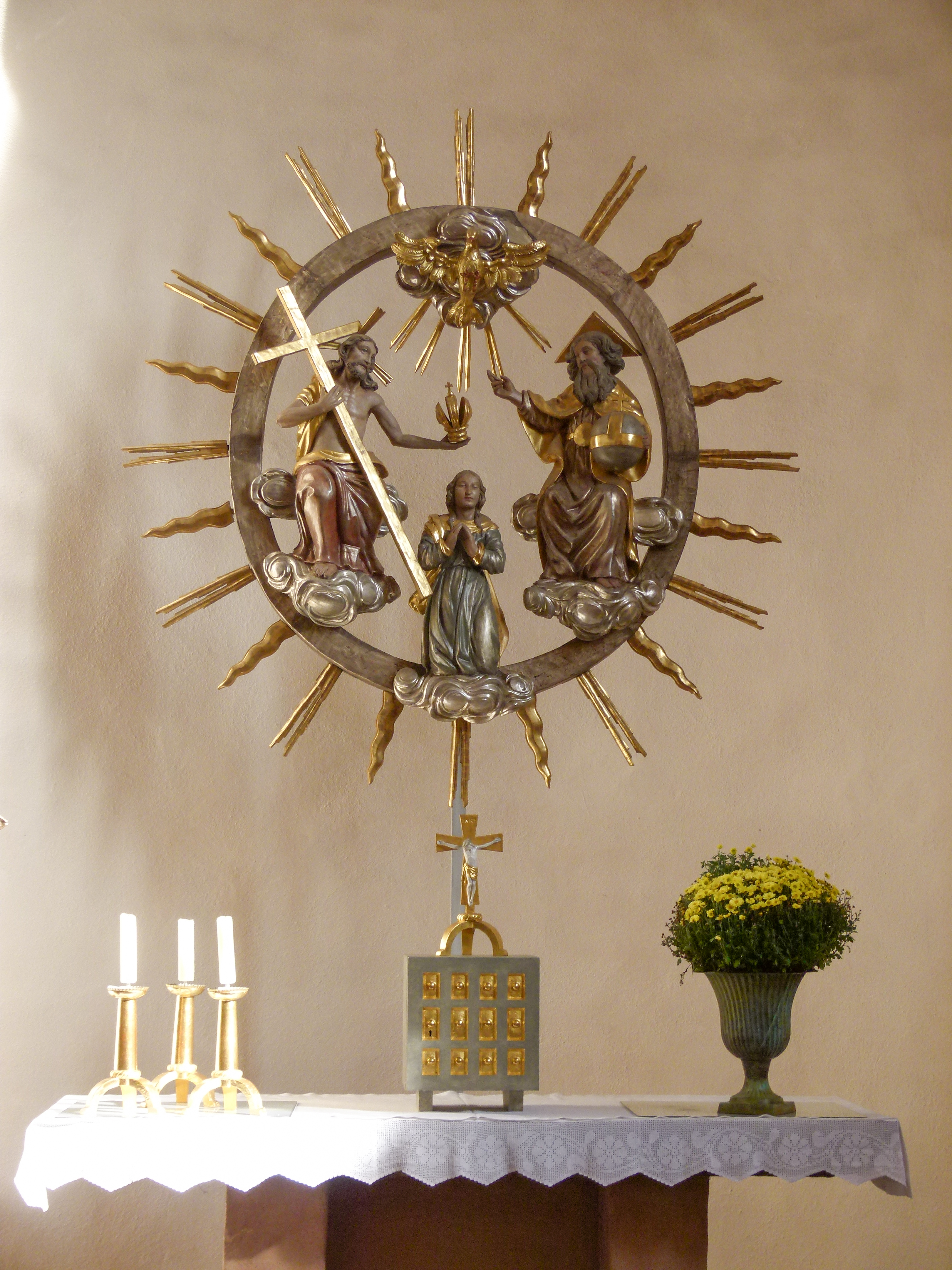
Dreifaltigkeitsaltar im rechten Querhaus
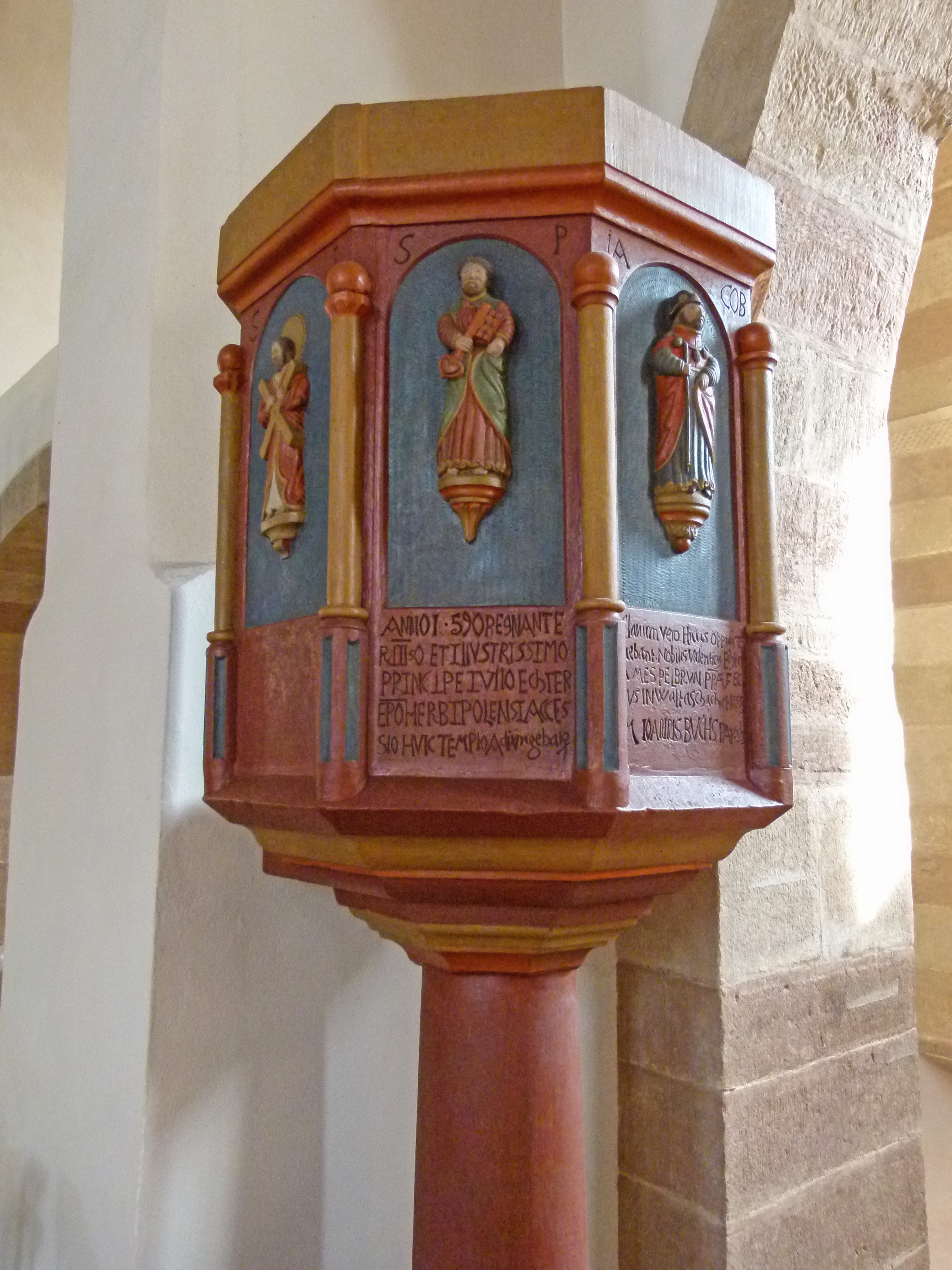
Kanzel von 1590
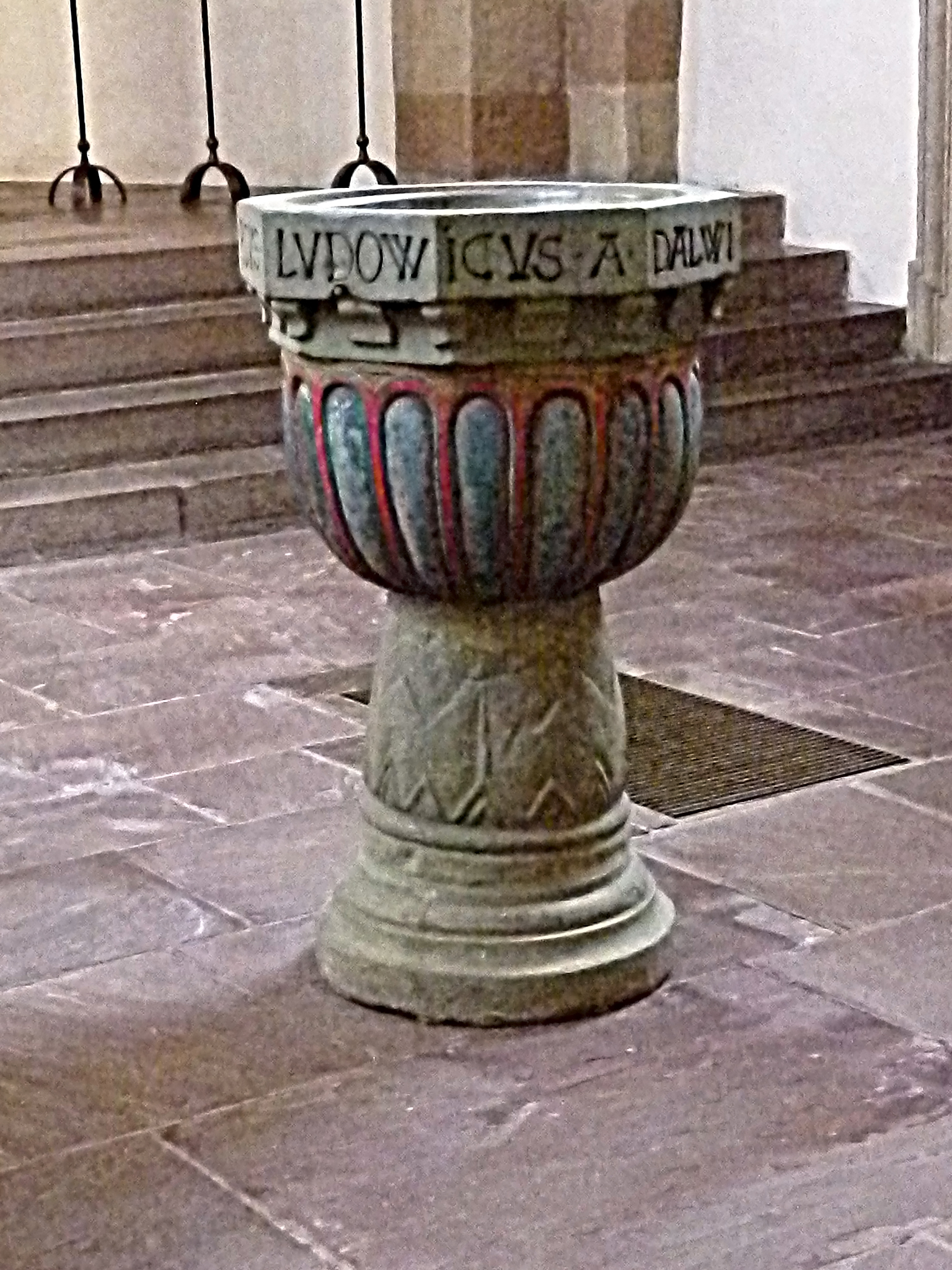
Taufstein von 1601

### Ausstattung
Seit den letzten großen Renovierungen von 1955 bis 1966, zu Pfarrer Alfred Hummels Zeit, und der letzten von 1993 bis 1994 präsentiert sich die Kirche hell und nüchtern. Die mächtigen Mauern mit über 1200 Jahren Baugeschichte sind weiß verputzt und mit einigen Heiligenstatuen aus dem 19. Jahrhundert versehen. Der neue Altar auf einem Steinsockel ist vor dem Chor noch unter der Vierung und wird von einem Ambo im gleichen Stil ergänzt. Der moderne Tabernakel befindet sich zentral an der Chorwand.
Im linken Querhaus befindet sich der Marienaltar mit einer Madonnenstatue aus dem 17. Jahrhundert. Den rechten Seitenaltar, den Dreifaltigkeitsaltar, stattete Bildhauer Josef Ruppert aus Hammelburg mit Figuren des ehemaligen Hochaltars aus dem 17. Jahrhundert, Gottvater, Christus mit dem Kreuz und Maria und den auf einem Strahlenring darüber schwebendem Hl. Geist aus. Die barocken Figuren waren zuvor von Privatleuten zurückerworben werden.
Erhalten geblieben sind der Taufstein im Chor von 1601 und die steinerne Kanzel von 1590 mit den Relieffiguren des Andreas, Petrus, Jakobus und Johannes. Vor dem Chor stehen beidseitig Sandsteinfiguren von Maria und Josef aus dem 18. Jahrhundert. Am Chorbogen ist auf mit Wappen von Pröpsten und Äbtissinnen geschmückten Stuck-Kartuschen aus dem 18. Jahrhundert, die Geschichte des Klosters verzeichnet. Die Eichenkirchenbänke mit den barocken Häuptern sind durch moderne Stahlbankreihen ersetzt worden.

## Glocken
Die älteste noch erhaltene Glocke wurde 1655 durch Steffen Brunclert und Josef Arnold gegossen und überlebte alle Kriege. Sie wurde mit vermutlich drei weiteren 1659 aufgezogen. Zu Beginn des Ersten Weltkriegs wurden die Glocken eingeschmolzen. Am 3. März 1928 erhielt die Kirche drei Kriegerglocken als Ersatz erhielt, ereilte im Zweiten Weltkrieg das gleiche Schicksal. 1953 erhielt Thulba drei neue Glocken von der Glockengießerei Karl Czudnochowsky in Erding und 1966 durch die Gießerei Rudolf Perner in Passau noch die nun fünfte und größte Glocke.
| Nr. | Name                  | Schlagton | Gewicht | Durchmesser | Gussjahr | Inschrift |
| --- | --------------------- | --------- | ------- | ----------- | -------- | --- |
| 1   | Große Glocke          | e´        | b. erg. | b. erg.     | 1966     | b. erg. |
| 2   | Zweite Glocke         | g´        | 900 kg  | 108 cm      | 1655     | Maria vocor per me mala pellitur aura laudo deum verum sathanam fugo convoco plebem. - Nennung der Glockengießer |
| 3   | Marienglocke          | a´        | 377 kg  | 91 cm       | 1953     | Königin des Friedens, bitte für uns!                                                                             |
| 4   | Lambertusglocke       | h´        | 274 kg  | 80 cm       | 1953     | Heiliger Lambertus schütze uns. - Thulbas gefallenen Söhnen zum Gedächtnis.                                      |
| 5   | Dreifaltigkeitsglocke | d´´       | 140 kg  | 67 cm       | 1953     | Dich bet´ ich an, dich lob´ ich alle Zeit, o heiligste Dreifaltigkeit.                                           |

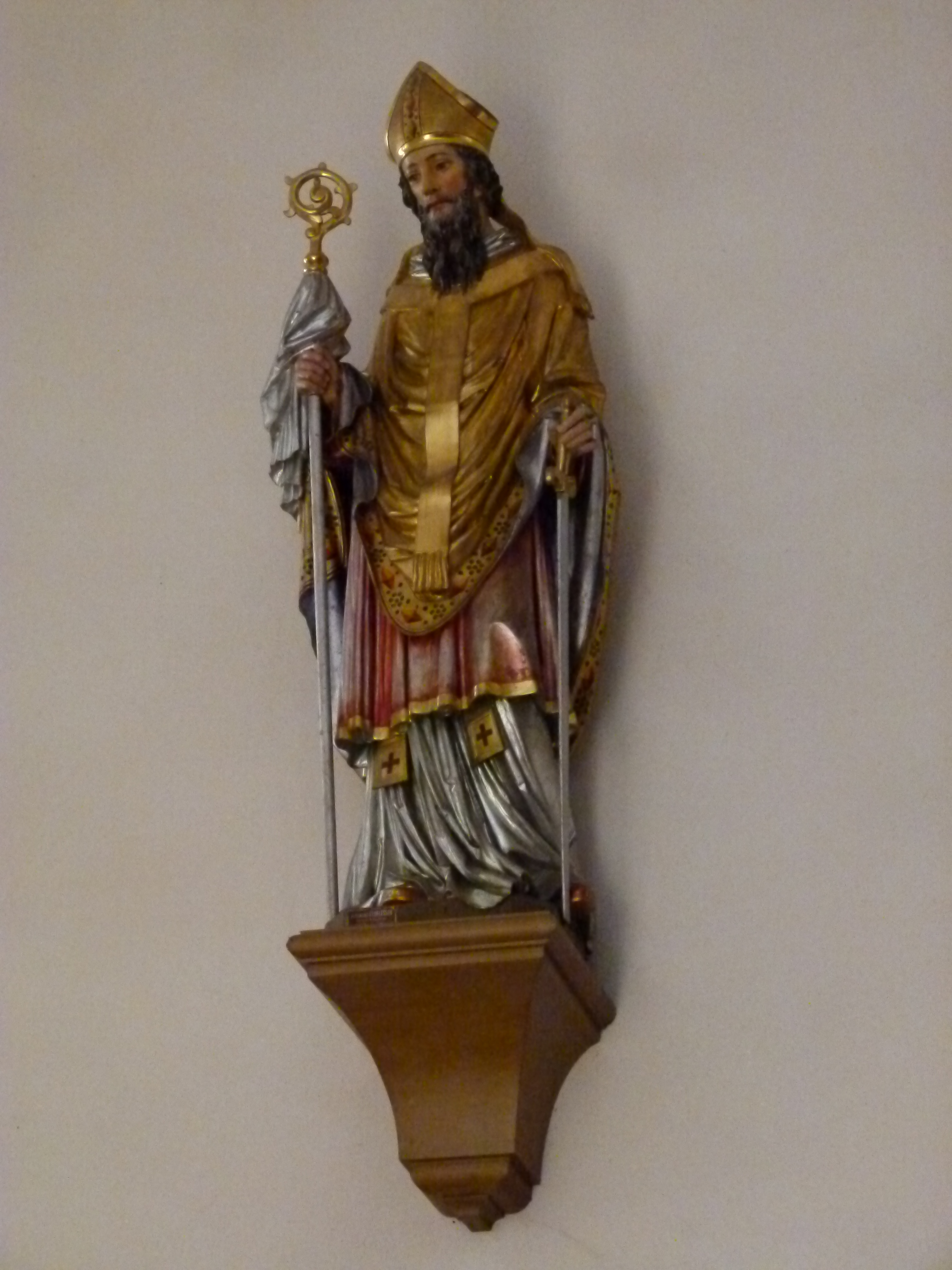
St. Lambertus
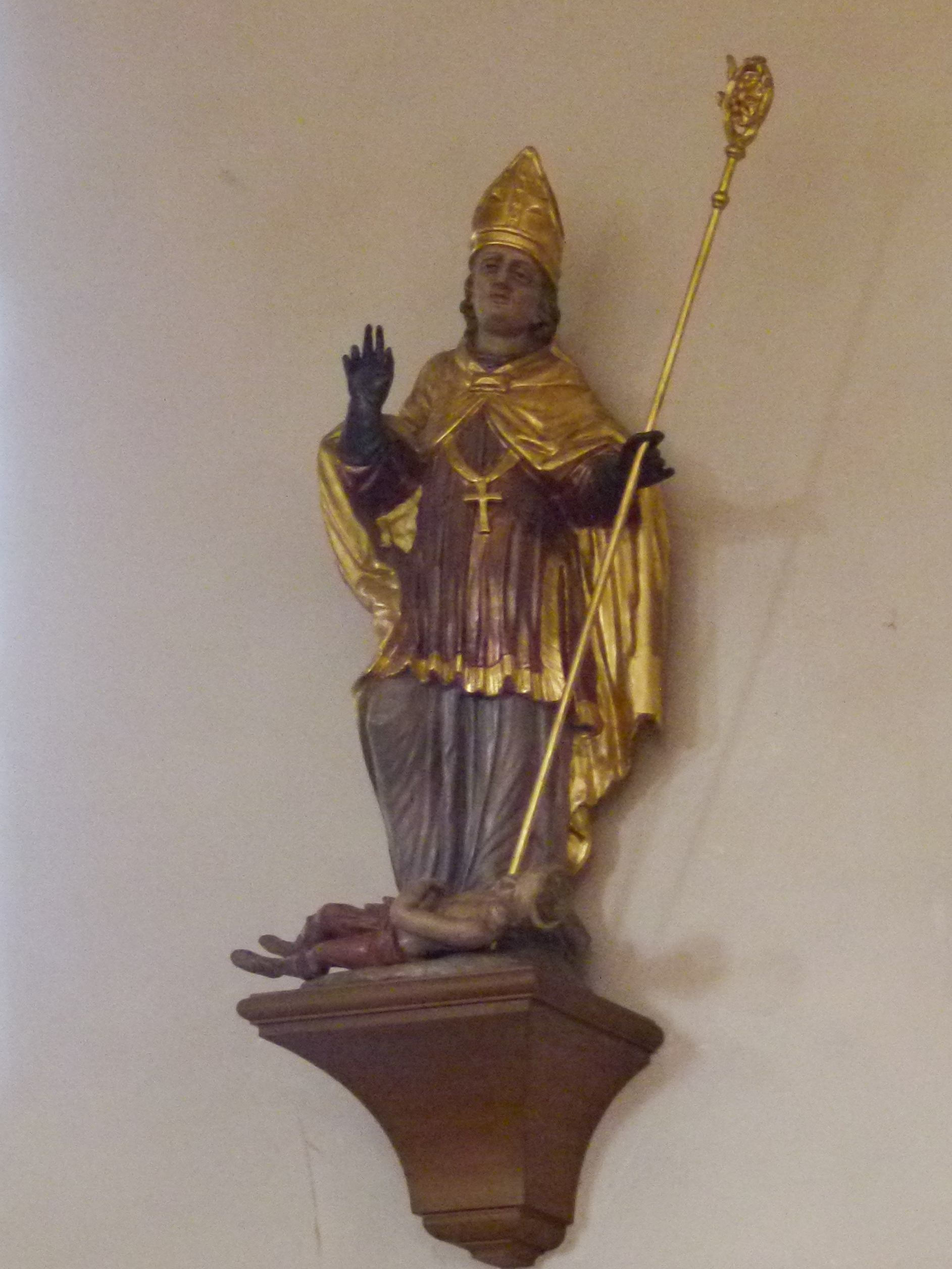
St. Valentinus mit epileptischem Knaben zu Füssen
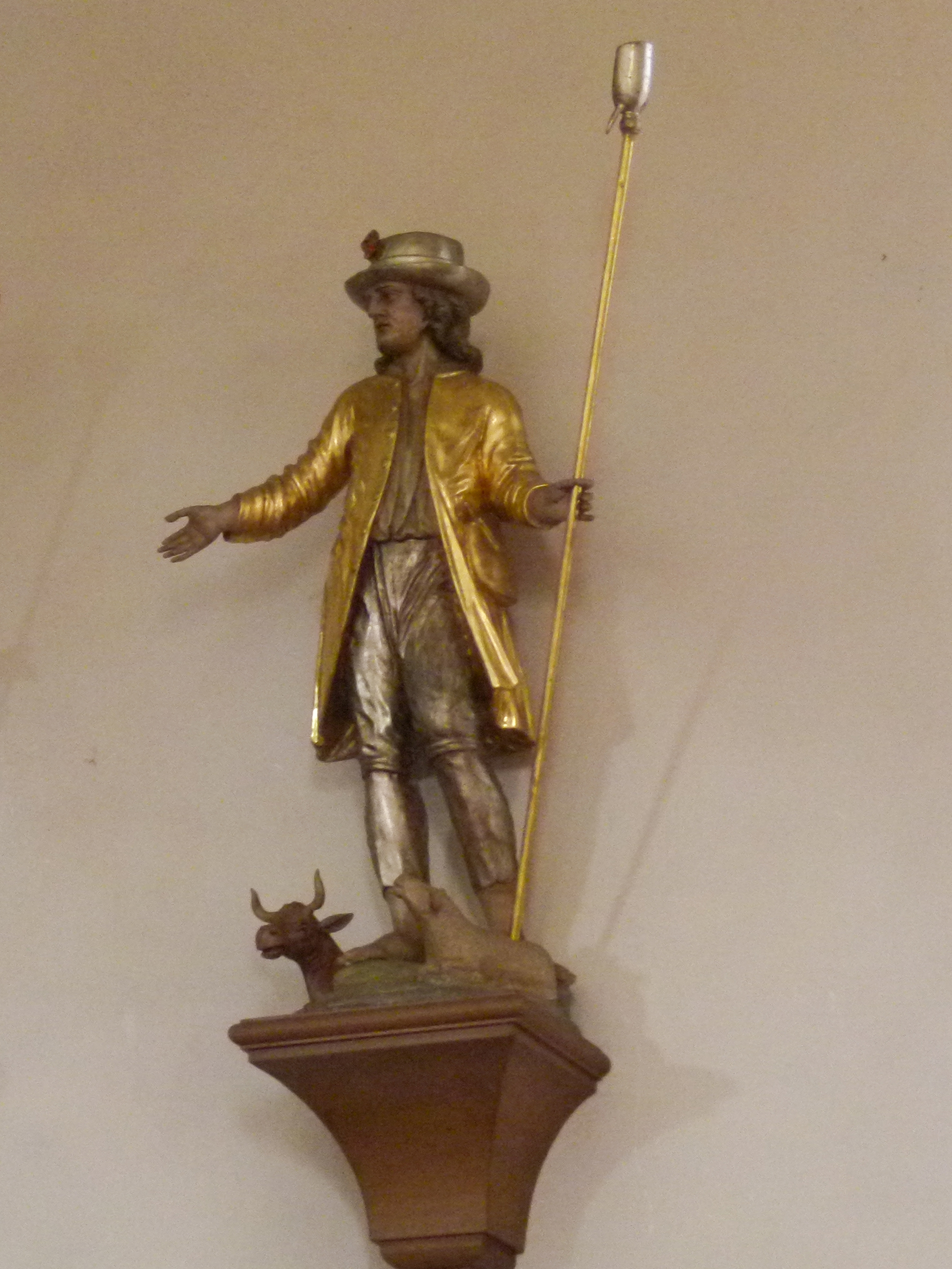
St. Wendelinus
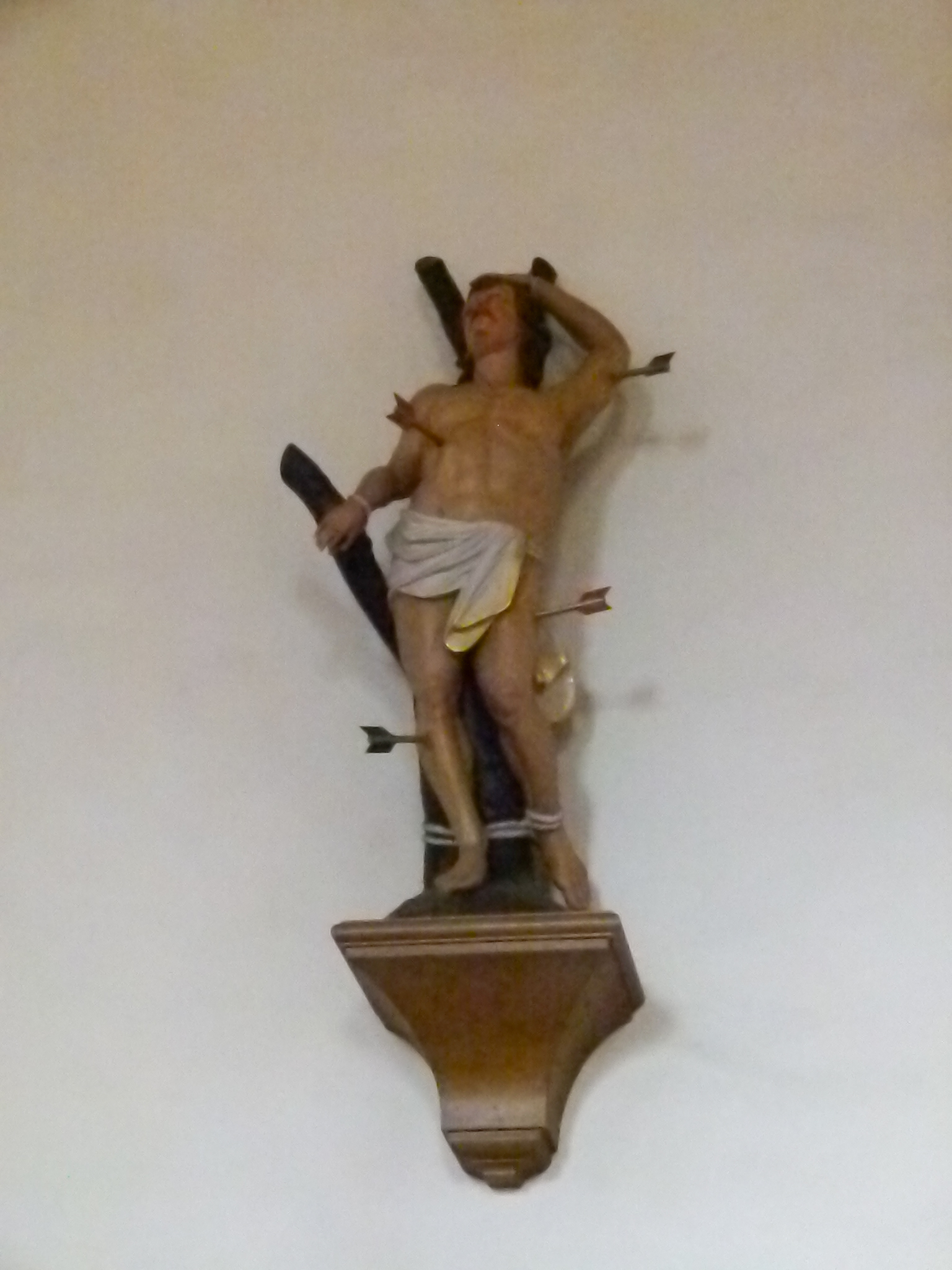
St. Sebastianus